# Blondi
Blondi (overleden op 29 of 30 april 1945) was de Duitse herder van Adolf Hitler. Hitler kreeg haar in 1941 cadeau van Martin Bormann.

## Blondi en andere honden
Hitler was een uitgesproken hondenliefhebber. Al tijdens de Eerste Wereldoorlog had hij een hondje geadopteerd dat op een dag vanuit de vijandelijke loopgraven was komen aanlopen, Foxl. Toen het beestje op een dag verdween, was hij buiten zichzelf van woede en verdriet.
Later, in de jaren twintig, had Hitler een Duitse herdershond, Prinz. De hond werd door Hitler wegens geldproblemen bij een ander baasje ondergebracht, maar ontsnapte en keerde terug naar Hitler. Hitler was onder de indruk van deze loyaliteit en vanaf dat moment waren Duitse herders zijn favoriete honden.
Later had hij ook een Duitse herder genaamd Muckl.
Vóór Blondi had Hitler twee Duitse herders met de naam Blonda: een teef (geboren 1926) en haar dochter (geboren rond 1930). Bij sommige foto's uit het begin van de jaren dertig is de jongere Blonda incorrect aangemerkt als Blondi.
In mei 1942 kocht Hitler een hond genaamd Bella van een klerk in het postkantoor van Ingolstadt, om Blondi gezelschap te houden.
Hitler was uitermate dol op Blondi en nam haar zelfs mee de Führerbunker in. Daar mocht ze in zijn slaapkamer slapen. Eva Braun had volgens Traudl Junge een hekel aan Blondi en zou de hond weleens hebben geschopt wanneer Hitler het niet zag.

## Blondi's puppy's
In maart of begin april (vermoedelijk 4 april) 1945 had Blondi een worp van vijf puppy's. De vader was Harras, de Duitse herder van Gerdy Troost. Hitler noemde een van de puppy's Wulf, zijn geliefkoosde bijnaam. Dit was ook de betekenis van zijn eigen voornaam, Adolf, die nobele wolf betekent. Hitler begon ook met haar te trainen. Dat lijkt bijna onmogelijk, aangezien de pups op dat moment pas 2-3 weken oud zijn.  Er is melding gemaakt van Blondi met puppy's in oktober 1944. Dit roept op tot de vraag of Blondi daadwerkelijk twee nestjes heeft gehad, of dat Bella misschien een nest heeft gehad dat verkeerd is geïdentificeerd door bronnen als Blondi's nest. Gelet op het feit dat er ook gesproken wordt over de kinderen van Goebbels die met de pups spelen, en de foto’s van redelijk forse pups, lijkt het waarschijnlijker dat er ofwel een tweede –eerder- nest geweest is van Blondi of inderdaad van Bella. Een van de puppy's was gereserveerd voor Gretl, de zus van Eva Braun. Eva stuurde Gretl een foto van Blondi met drie van haar puppy's.

## Overlijden
Alvorens zelfmoord te plegen vergiftigde Hitler Blondi, omdat hij niet wilde dat zij in de handen van de vijand mishandeld zou worden. Dr. Ludwig Stumpfegger brak met een tang een cyanidecapsule in de bek van de hond. De Russen hebben later het lijk van Blondi en een van haar puppy's teruggevonden. Erna Flegel, Hitlers verpleegster, onthulde zestig jaar later dat de mensen in de bunker meer ontdaan waren door de dood van Blondi dan van de dood van Eva Braun. Volgens een rapport, vervaardigd in opdracht van Jozef Stalin op basis van ooggetuigenverklaringen,  zou de hondengeleider Feldwebel Fritz Tornow de puppy's van Blondi op 30 april 1945 naar de tuin meegenomen en daar doodgeschoten hebben, nadat Hitler en Eva Braun zelfmoord gepleegd hadden. Hij zou ook de twee honden van Eva Braun, de honden van Gerda Christian en zijn eigen teckel gedood hebben. Tornow zou later gevangengenomen worden door de geallieerden. Na het einde van de Slag om Berlijn werden de overblijfselen van Hitler, Braun en de twee honden (naar wordt aangenomen Blondi en Wulf) ontdekt in een bomkrater door leden van SMERSJ. De hond die voor Blondi werd aangezien werd opgegraven en door de Sovjets gefotografeerd.